# Ян Добжанський
Ян Добжанський (пол. Jan Dobrzański; 1819 або 1820, с. Чорна — 29 / 30 травня 1886) — журналіст, поет, перекладач, театральний діяч, засновник польського гімнастичного товариства «Сокіл».

## Життєпис

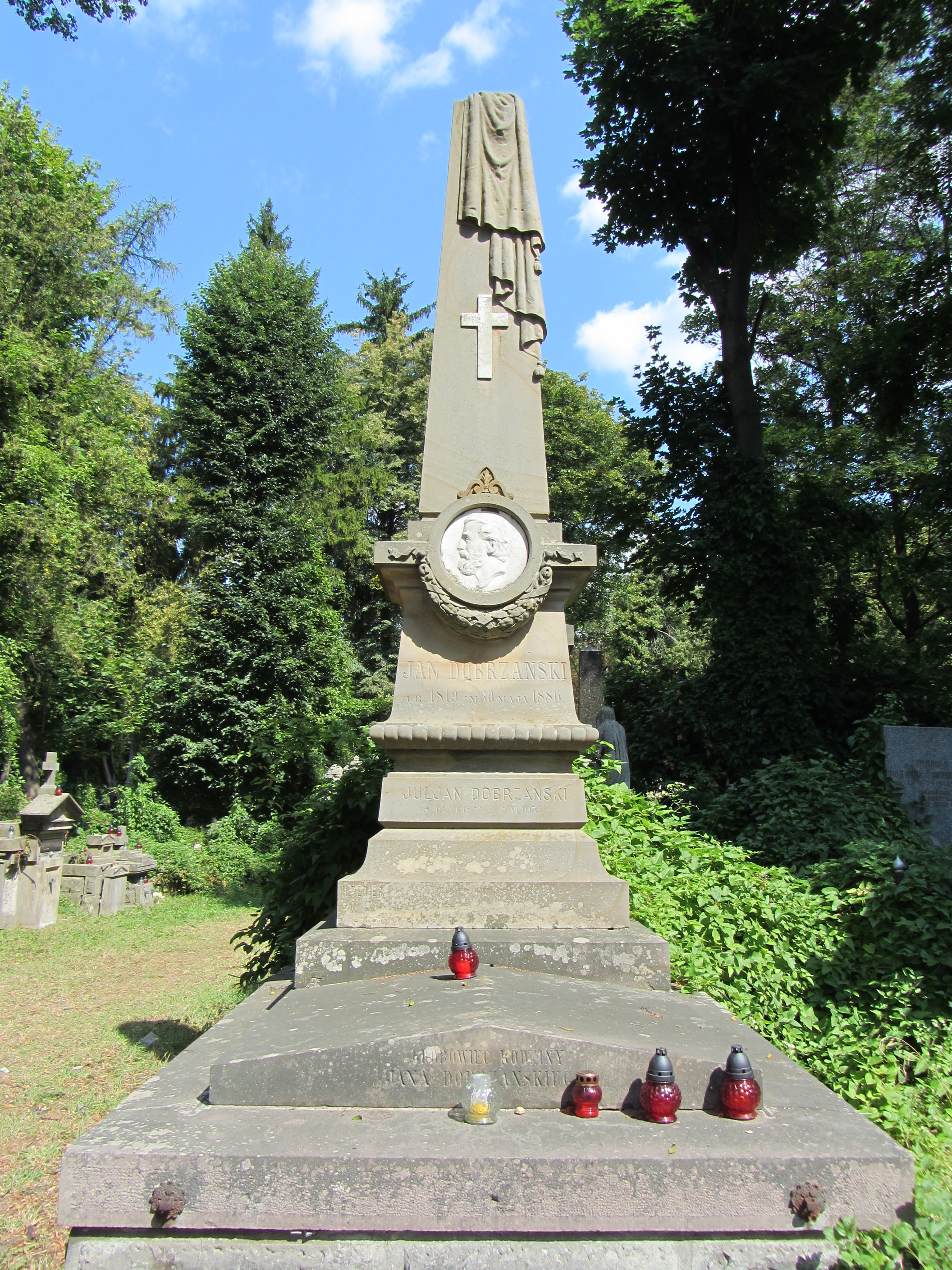
Надгробок Яна і Юліана Добжанських, Личаківський цвинтар

Народився в селі Чорна на Сяніччині (нині Бещадський повіт, Підкарпатське воєводство, Польща). Походив із загродової шляхти гербу Сас.
У 1839 році, закінчивши гімназію в Перемишлі (за іншими відомостями, у Бережанах), почав навчання у Львівському університеті імені Франца II. Під час навчання своїми здібностями привернув увагу члена Галицького станового сейму Т. Василевського, у його домі познайомився з В. Полем, Я. Камінським.
Не завершивши університетської освіти, почав працювати 1841 року в редакції часопису «Gazeta Lwowska», a від 1845 — у газеті «Dziennik Mód Paryskich» (перше поважне літературне періодичне видання у Львові).
Був гувернером Адама Станіслава Сапіги.
1848 року був членом Центральної національної ради. Після невдачі польського повстання у Львові (1-2 листопада 1848) заарештований австрійською владою, відправлений до «карних батальйонів», а потім — до в'язниці Йозефштадт (повернувся 1850 року).
Відомий менеджер львівської преси. У 1854 році заснував часопис «Nowiny», з часом перетворений на «Dziennik Literacki» (очолював його до 1865). Допоміг Платонові Костецькому, залучивши його до видання часопису «Dziennik Literacki», а згодом «Газети народової» (пол. Gazeta Narodowa).
Один із творців польського «Педагогічного товариства» (1868).
У 1875—1881 та 1883—1886 роках очолював Театр Скарбека у Львові.
Дружина — Кароліна Смоховська (пом. 1867), донька відомого актора Віталіса Смоховського (пол. Witalis Smochowski, нар. у с. Демидів, навчався у Бережанах), який грав у п'єсах А. Фредра. Одружились у 1843 році. Мали сина Станіслава (1847—1880).
Похований у родинному гробівці на Личаківського цвинтаря (поле 72).